# Калинчак, Хизер
Хи́зер Мэ́ри Иво́нн Калинча́к (англ. Heather Mary Yvonne Kalenchuk; урождённая Хи́зер Мэ́ри Иво́нн Си́ли, англ. Heather Mary Yvonne Seeley; род. 14 марта 1984, Эдмонтон) — канадская кёрлингистка.
Играет на позиции первого.

## Достижения
- Чемпионат мира по кёрлингу среди женщин: серебро (2011).
- Чемпионат Канады по кёрлингу среди женщин: золото (2011).
- Континентальный Кубок по кёрлингу: серебро (2012).

## Команды
| Сезон   | Четвёртый     | Третий      | Второй        | Первый         | Запасной                 | Турниры                                          |
| ------- | ------------- | ----------- | ------------- | -------------- | ------------------------ | ------------------------------------------------ |
| 2005—06 | Эмбер Холланд | Ким Шнейдер | Тэмми Шнейдер | Хизер Cили     |                          |                                                  |
| 2006—07 | Эмбер Холланд | Ким Шнейдер | Тэмми Шнейдер | Хизер Cили     |                          |                                                  |
| 2007—08 | Эмбер Холланд | Ким Шнейдер | Тэмми Шнейдер | Хизер Cили     |                          |                                                  |
| 2008—09 | Эмбер Холланд | Ким Шнейдер | Тэмми Шнейдер | Хизер Cили     |                          | КК 2009 (5 место)                                |
| 2009—10 | Эмбер Холланд | Ким Шнейдер | Тэмми Шнейдер | Хизер Калинчак | Джолин Кэмпбелл (ЧК)     | КООК 2009 (4 место) ЧК 2010 (6 место)            |
| 2010—11 | Эмбер Холланд | Ким Шнейдер | Тэмми Шнейдер | Хизер Калинчак | Джолин Кэмпбелл (ЧК, ЧМ) | КК 2010 (5 место) · ЧК 2011 · ЧМ 2011            |
| 2011—12 | Эмбер Холланд | Ким Шнейдер | Тэмми Шнейдер | Хизер Калинчак | Джолин Кэмпбелл (ЧК)     | КК 2011 (5 место) · ККК 2012 · ЧК 2012 (5 место) |

(скипы выделены полужирным шрифтом)